# Амбани, Дхирубхай
Дхирубхай Амбани (англ. Dhirubhai Ambani; 28 декабря 1932 — 6 июля 2002) — индийский предприниматель, основатель компании Reliance Industries, миллиардер. Благодаря Reliance Industries, клан Амбани к 2007 году (после смерти Дхирубхая Амбани в 2002 году) владел $60 млрд, являясь второй богатейшей семьёй мира.

## Ранние годы
Дхираджлал  Хирачанд Амбани англ. Dhirajlal Hirachand Ambani родился 28 декабря 1932 года в Чорваде, штат Гуджарат, Индия, в семье Хирачанда и Джамнабен Амбани. Он был пятым ребёнком в семье. В возрасте 17 лет он покинул родной город и уехал в Аден, Йемен, чтобы работать на компанию A.Besse & Co.

## Начало карьеры
Амбани возвратился в Индию в 1958 году и открыл  в Мумбаи собственное дело по торговле пряностями. Получив небольшую прибыль, он вложил деньги в текстильную промышленность и открыл фабрику в промышленной зоне Ахмедабада. В 1966 году Амбани основал компанию Reliance Industries, которая впоследствии стала крупным работодателем и обеспечила в 2012 году 5 % налоговых сборов Индии.

## Reliance Industries
Основным направлением деятельности компании Reliance Industries был нефтегазовый сектор, однако в последующие годы бизнес был диверсифицирован в таких направлениях, как энергетика, производство химической продукции, текстиля и прочих. Компания вышла на биржу в 1977 году.
В 1982 году группа брокеров-«медведей» из Калькутты, основываясь на слухах, что Reliance Industries будет всеми силами держать стоимость акций, начала продажи в надежде сбить цены. Однако другая группа, позднее прозванная «Friends of Reliance», продолжала скупать акции по высокой цене вопреки ожиданиям. В результате «медведи» оказались перед угрозой выплаты штрафов за каждую проданную, но физически не переданную акцию, что дополнительно взвинтило цены. Администрация биржи закрыла её на три дня, в течение которых выработало решение: вместо 35 рупий штрафа за каждую не переданную акцию трейдеры должны были уплатить 2 рупии, а часть акций купить на бирже по рыночной цене. «Медведи» выполнили условия, попутно узнав, что акции они покупают у Амбани и Амбани же передают. Амбани остался в значительном выигрыше.
После инцидента общественность желала узнать, как Амбани нашёл средства для проведения финансовой операции. Отчет перед парламентом дал министр финансов Пранаб Мукерджи. Он сообщил, что в течение 1982–83 годов в компанию Reliance Industries лицо, не являющееся резидентом, инвестировало в общей сложности 200 млн рупий. Деньги были проведены через множество компаний, в основном зарегистрированных на Острове Мэн. Было установлено, что все компании зарегистрированы на распространённую в Индии фамилию Шах. Расследование Резервного банк Индии не выявило никаких незаконных или неэтичных транзакций, связанных с Reliance или близкими к ней компаниями.

## Болезнь и смерть
В феврале 1986 года Дхирубхай Амбани пережил инсульт, в результате которого была парализована правая рука. По состоянию здоровья он отошёл от дел, передав управление бизнес-империей своим сыновьям, Анилу и Мукешу. 24 июня 2002 года второй инсульт привёл к коме, в которой он провёл неделю, после чего, 6 июля 2002 года, скончался.
После смерти Дхирубхая Амбани его сыновья разделили компанию: Мукеш Амбани возглавил Reliance Industries Limited, а Амил Амбани — Reliance Anil Dhirubhai Ambani Group.

## Признание
- В 1996, 1998 и 2000 году журнал Asiaweek включал Амбани в список 50 наиболее влиятельных людей Азии.
- Июнь 1998 — вручена «Медаль декана» от Уортонской школы бизнеса за пример выдающегося лидерства. Амбани стал первым индийцем, удостоенным этой медали[9].
- По результатам опроса газеты The Times of India 2000 года назван величайшим богачом всех веков.
- Ноябрь 2000 — назван «Человеком столетия» организациями Chemtech Foundation и Chemical Engineering World за выдающийся вклад в развитие химической промышленности Индии.
- Август 2001 — премия Economic Times Awards за достижения в корпоративном управлении.
- «Человек XX века» — награда Федерации индийских торгово-промышленных палат и промышленности (FICCI).
- Октябрь 2011 — посмертно вручена награда ABLF Global Asian Award.
- 2016 — посмертно награждён орденом Падма вибхушан[10].